# رودولف بورکرت
رودولف بورکرت (چکی: Rudolf Burkert; ۳۱ اکتبر ۱۹۰۴ – ۷ ژوئن ۱۹۸۵) اسکی‌باز پرش اهل چکسلواکی بود.